# ライアン・ゲイジ
ライアン・ゲイジ（Ryan Gage）は、イギリスの俳優。

## 出演作品
- マスケティアーズ/三銃士 シーズン2
- マスケティアーズ/三銃士 シーズン1
- ホビット 決戦のゆくえ（アルフリド）
- ホビット 竜に奪われた王国